# 崔溥

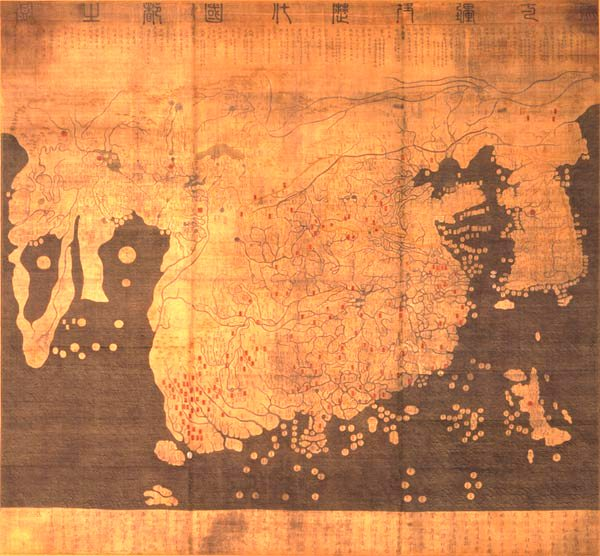
龍谷大学蔵混一疆理歴代国都之図（1402年）：李朝初期は朝鮮知識人の国際的視野が著しく広がった時代であった。

崔溥（チェ・ブ、최부、景泰5年（1454年）- 弘治17年10月24日（1504年11月30日））は、李氏朝鮮初中期の官僚である。士林派の中心人物の一人。文科及第により任官。『東国通鑑』の編纂などに携わる。成宗19年（弘治元年/1488年）閏正月、任地の済州島からの帰路、嵐により難破し、中国（当時は明朝）の海岸に流れ着いた。同年6月までの間、中国大陸を大運河沿いに北上して朝鮮に戻った。燕山君の治世に起きた戊午士禍に巻き込まれて宮廷から追放され、甲子士禍により刑死。中宗反正後に名誉が回復された。
中国で経験した旅の詳細を綴った崔溥の旅行記『錦南漂海録』は、16世紀に朝鮮と日本で公刊された。『錦南漂海録』は現代の歴史研究者にとっても、15世紀の中国文化をその周縁にいた者の価値観で捉え、当時の都市や地方のさまざまな情報を提供してくれることから、貴重な史料となっている。崔溥の紀行の中に見られる彼の態度や意見は、15世紀朝鮮の儒教知識人の立場・観点に依って立つものであり、中華文明こそが朝鮮の文化にとって替わるべきであると考えるものである。また、都市やそこに生きる人々の習俗、料理、大運河沿いに行われる水上交易についての記述からは、15世紀の中国の日常生活や、南北でかなり異なっていた文化の違いについてうかがい知ることができる。

## 生涯

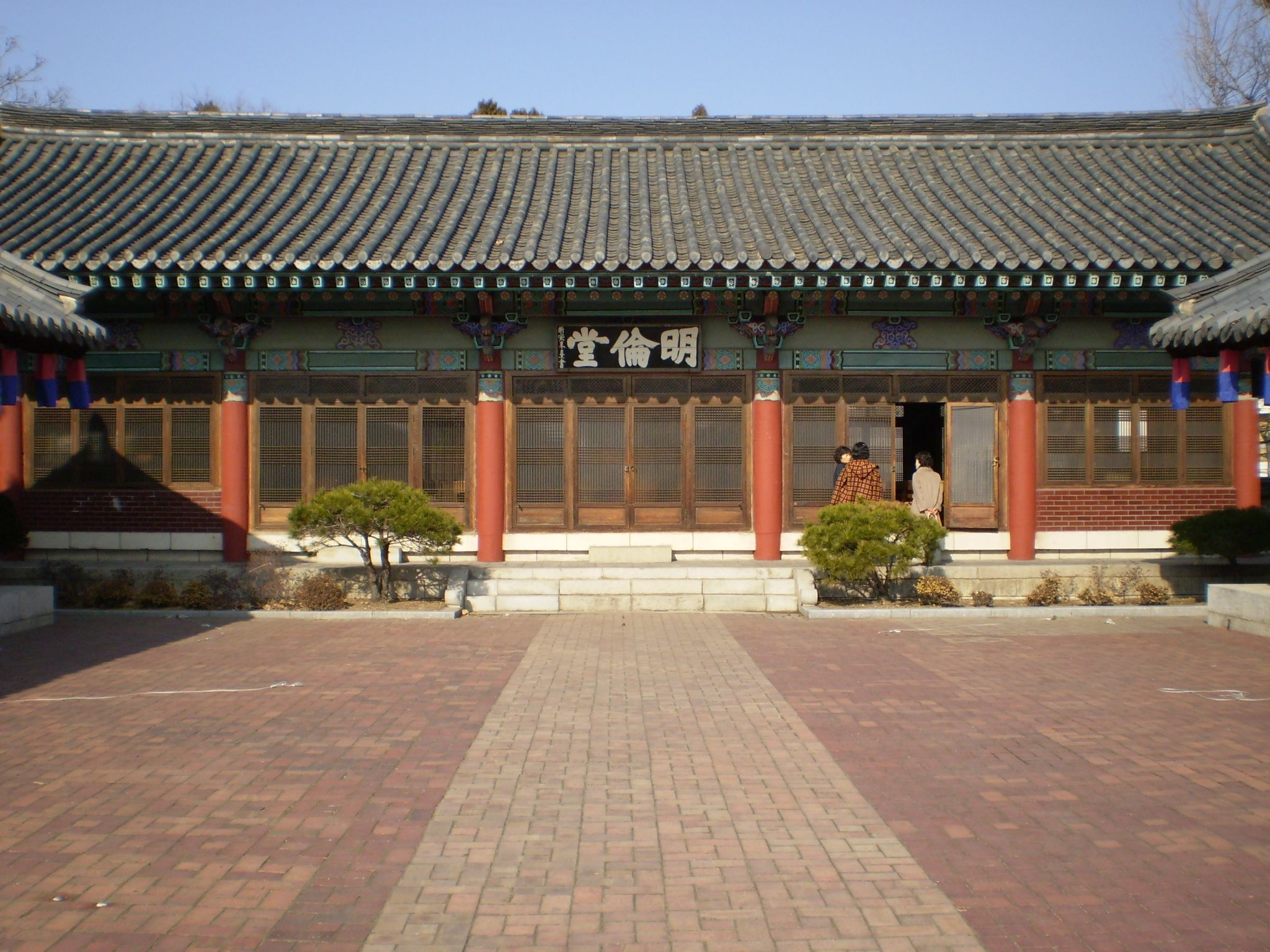
日本統治時代の昭和7年（1932年）に建てられた郷校（大邱）。

### 前半生
崔溥は、耽津崔氏、字は淵淵。錦南（금남）と号した。端宗2年（1454年）、全羅道羅州に生まれる。父は進士の崔澤、母は驪陽陳氏。郷校]で朱子註の四書五経を学ぶ。成宗9年（1478年）、25歳のとき進士第三名合格、成均館に入る。金宗直と師弟関係を結び金宏弼（1454〜1504）らとともに学ぶ。成宗13年（1482年）、29歳のとき文科乙第一名（朝鮮には中国への気兼ねから甲科がないので実質的に一位合格）、官職を得られる身分になる。
成宗16年（1485年）、徐居正らとともに朝鮮初の官撰通史である『東国通鑑』の編纂作業に参加。成宗17年（1486年）にも金宗直らとともに『東国輿地勝覧』の改編作業に参加する。成宗18年（1487年）、弘文館副校理（従五品）に昇進。同年9月に、済州島において朝鮮本土から逃亡した奴隷の戸籍を照合する役職の推刷敬差官に任ぜられ、同島へ赴く。

### 漂流

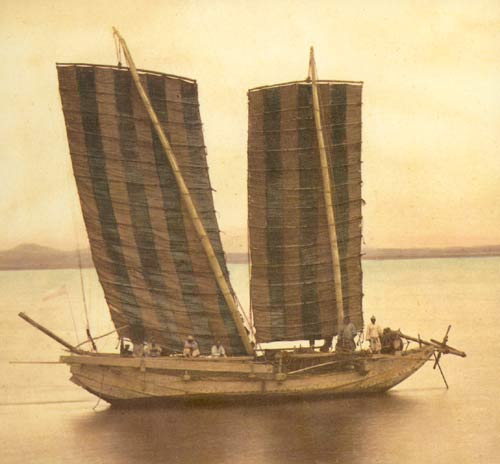
明治4年（1871年）撮影の朝鮮のジャンク船。

済州島において推刷敬差官として奉職している間の成宗19年正月30日（1488年2月12日）、羅州から奴婢がやってきて、崔溥の父が亡くなったことを知らせた。
儒教的価値観にしたがって、崔溥は直ちに職を辞し、喪に服す準備に入った。
しかしながら、43人の供回りの者らとともに朝鮮半島本土へ向けて出航しようとした矢先、嵐に吹かれ、14日間もの間、荒れた海を漂流した。船は寧波の近く台州に漂着した。漂流が始まって5日目に崔溥は以下のように記している。
崔溥は、供回りの者をせかして自らの着衣を死に装束に替えさせ、天に祈っていかなる罪科がこのような運命を導いたのか問うた。
漂流6日目、天候が回復し船は黄海内のある群島にたどり着いたが、そこは海賊の根城だった。
海賊らは崔溥一行の船の糧食を奪い櫂や錨を海に投げ捨てた上、船を海上に置き去りにして漂流するまま任せた。

### 漂着

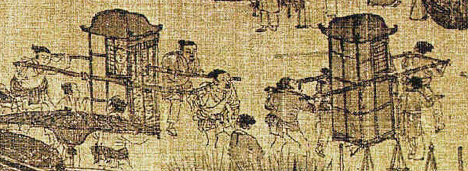
宋代の画家張擇端による開封における清明祭の様子（清明上河図）。崔溥一行が浙江の街で乗ったのと同じ形の輿が描かれている

閏正月16日（2月28日）、強い雨が降り続いていたが、乗り組みの一人が人気のない海岸線を見つけた。
それと同時に6艘の中国の舟に囲まれたが、これらの舟に乗っている者たちは翌日まで崔溥の舟に乗り移ってこようとはしなかった。
崔溥は中国語を話せなかったので、筆談を試みた。
崔溥は中国の舟に乗っている者たちに、最も近い街道までの道のりを尋ねた。
彼らが台州までの道のりをまちまちに答えたので、崔溥は騙されているのではないかと訝しんだが、Brook (1998)によると彼らは騙そうとしたのではなく、単に内陸を旅したことがなくて無知だっただけであろう。
いずれにせよ、6艘の中国船の船乗りたちは崔溥らを倭寇だと信じ、船の中にあったものを奪い取った。
折から激しい雨が降り始め、辺り一帯を水浸しにし始めた。中国人の船乗りたちは自分たちの舟へ引き上げ、これを好機と見た崔溥の一行は、岸辺へと雨の中、一目散に逃げた。
上陸して最寄りの街道を探して数日経ったのち、明兵に発見されて台州の衛所へと連れて行かれた。
明の兵に見つかったとき、海上で船乗りたちに遭遇したときや岸辺沿いの村人たちに出会ったときと同じくやはり、彼らに殺されかけるが、崔溥が機転を利かせて誤解を解き、また、教養ある士大夫であることを示したので助かった。
閏正月23日（3月6日）、台州衛所の司令官は部下に命じて地方司令部のある紹興まで護衛させることにした。
紹興から杭州の役所まで、さらに、最終的には、大明帝国の首都北京まで移送してもらえることになった。
台州府衛所は、輿を用意してくれた。崔溥と一部の部下はそれに乗ることができたが、道が荒れている場所では輿から下りて、他の者と同様に歩かなければならなかった。

### 南中国の旅

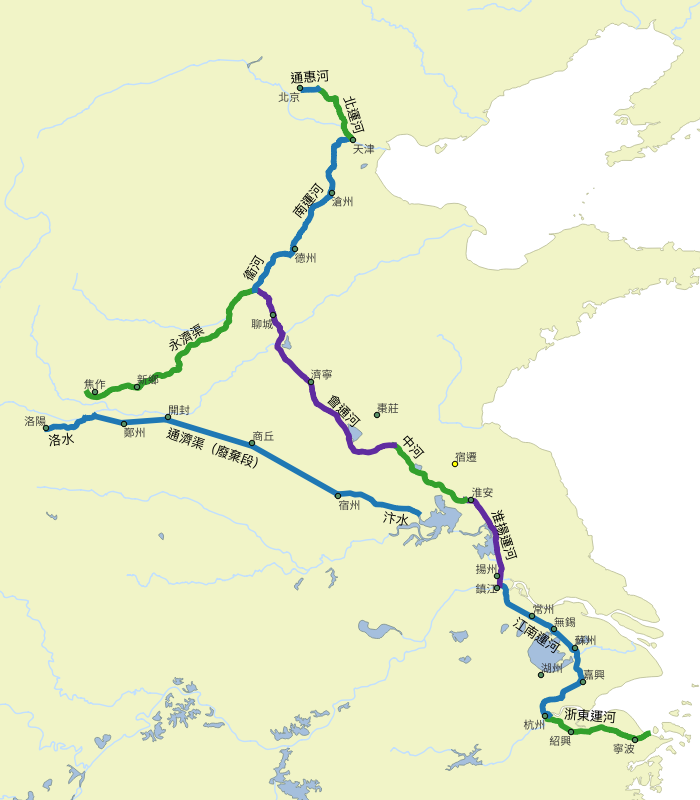
寧波から北京までの大運河。崔溥一行はこの2,340kmを49日間かけて旅した。

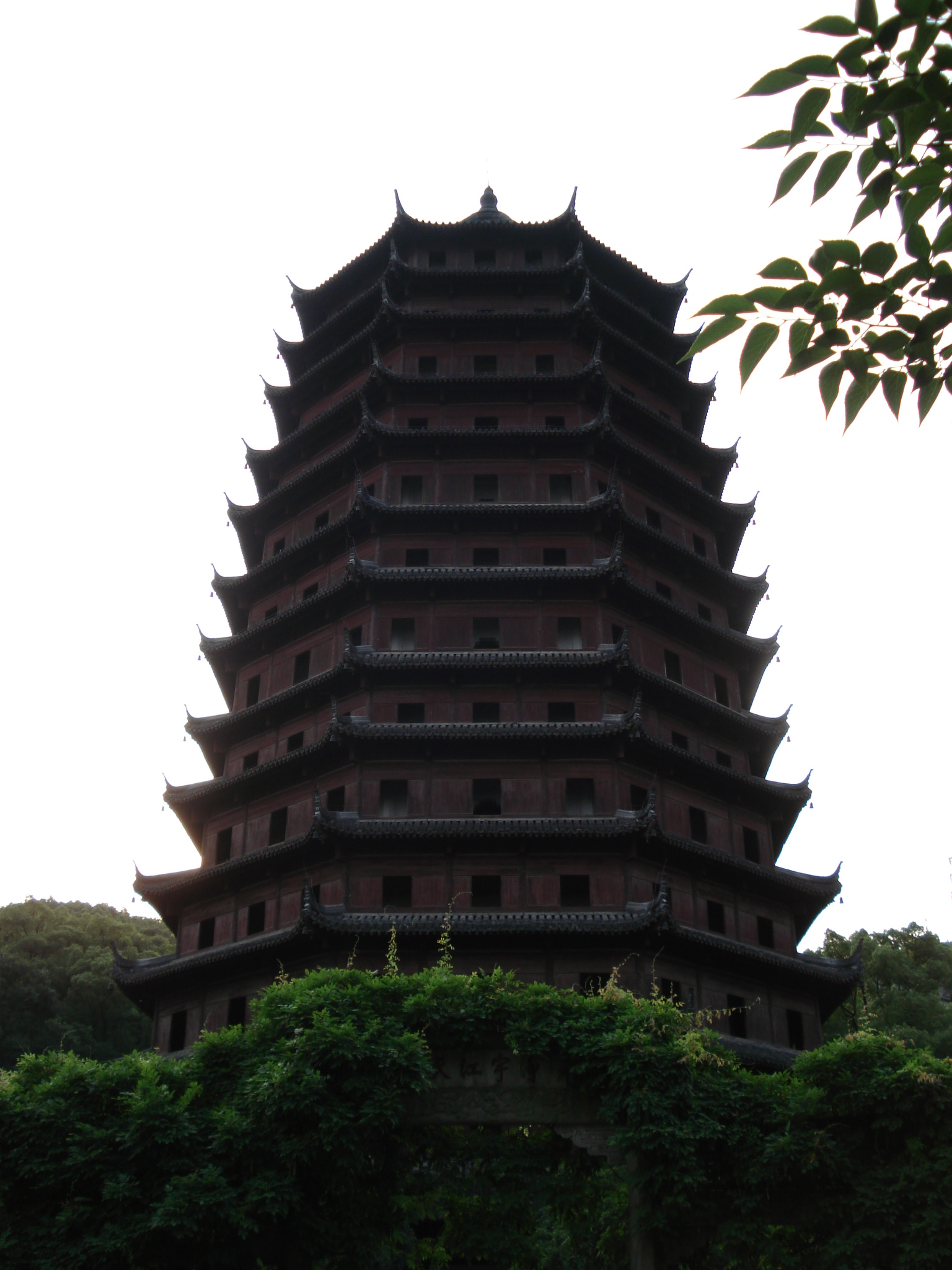
南宋の乾道元年（1165年）に建てられた杭州の六和塔。

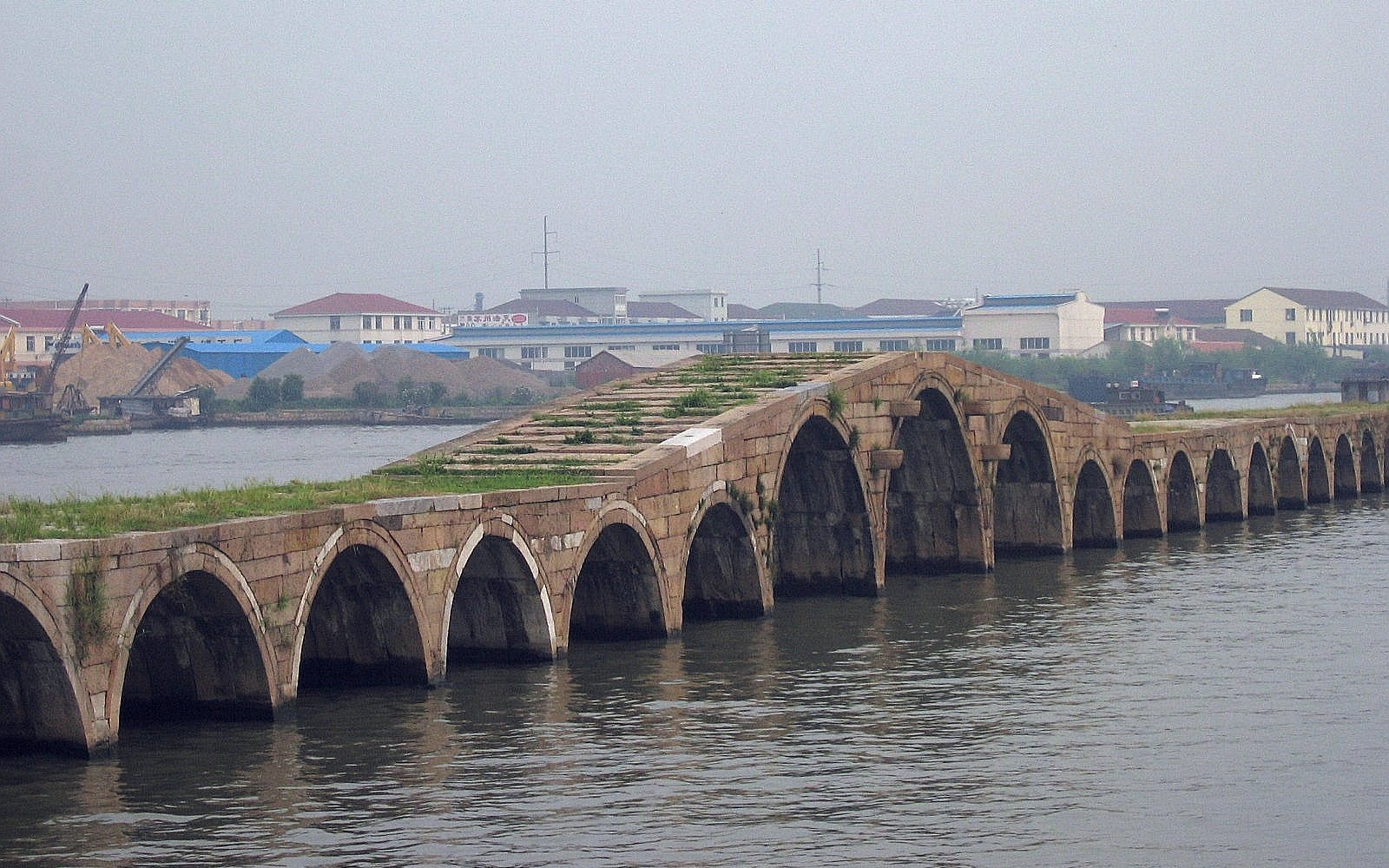
明の正統11年（1446年）に建造された蘇州宝帯橋。

閏正月25日（3月8日）、崔溥一行と護衛は健跳鎮衛所に移動し、翌日、三門湾を舟で渡って紹興越西巡検司に向けて出発した。
閏正月27日（3月10日）、寧波と台州の境界にある次の衛所に到着したが、ここは43にも及ぶ人員に食料を提供するにはいささか小規模だったので、早く見送りたがった。
丸一日かけて移動し、深夜になる前に35km北に位置する次の衛所にたどり着いた。
激しい雨と風によりこれ以上進むのは無理だったが、明くる日に宿衛人は、明朝の駅逓制度は時間厳守のため非常に厳格なのだと言って、雨にもかかわらず崔溥一行を急かした。
閏正月28日（3月11日）にはまた35km進み、次の衛所に着いたときにはすっかりずぶぬれになっていた。
そこの衛所の長は暖を採るための火をおこしてくれたが、この一行を捕まえられた海賊だと勘違いした男が怒って火を足で踏み消してしまった。
義務に忠実な宿衛人はこの男の蛮行を郡の行政官庁に伝えるための説明を書面にし、翌閏正月29日（3月12日）、次の目的地へと出立する一行に持たせた。
一行はその日の内に大運河に通じる川の船着き場に着いた。物流の大動脈である大運河に沿って北上すれば北京にまで行ける。
ここからは水運の方が陸運よりもいい移動手段である。崔溥は「全ての伝令、貢物、商取引は、行き交う舟で行われる。もしも干魃で舟が通れないほど運河や川が干上がってしまったら緊急事態である、陸を超えて行く道を使うしかない。」と書いている。
寧波の町に着いたときには、崔溥は町並みの美しさに目を奪われ、そのことを特筆する。慈渓には多くの市場があり軍船で混雑していると書いたが、寧波の高等海防署へ至ったときには門の立派さと群衆の多さは慈渓の三倍であると書いた。
崔溥と、台州から崔溥一行を護衛した人物の調査の後、彼は先の消し火事件のことで管理責任を問われ、懲罰を受けた。
それだけではなく、杭州に到着したときには期限までに朝鮮人達を送り届けなければいけないところ遅延したためさらに罰を受けることになった。
標準的な刑は、一日につき20回、杖で打ち据えられるものであったが、連続して三日の遅延であったので最大60回ということになった。
このことは旅の興をそぐものとなったが、それでも崔溥は、風光明媚な杭州に感銘を受け次のように書いている。
Brook (1998)によれば、崔溥は、杭州が中国の南東部全域から来た船が江南地方へと物資を運び交易を行い、大明帝国の商業活動を支える中心都市であった様子を非常によく観察している。
海禁政策により、公式には明朝のみが外国と取引を行うことのできる主体であったが、崔溥の残した記録により、このような禁令にもかかわらず密輸が横行し、遙か東南アジアやインド洋から杭州に白檀、胡椒、竜涎香などが持ち込まれていたことがわかる。
しかし密輸はかなり危険を伴うものであったようである。崔溥はこの種の商売に携わる船の半分が戻ってこないということに気付いた。
2月11日（3月23日）、杭州の役所は崔溥一行に新しい護衛を付け、彼らの身分証明書を発行し、広い国内を横断するのに必要なだけの食料と物資をどっさりくれた。
一行は、2月13日（3月25日）の出発の日まで、さらに二日間を杭州で過ごした。
その理由は、風水に従ってどの日が吉日であり、どの日が凶日であるかが全て載っている大明帝国官僚組織のハンドブックの記載通りに、官吏が出発の日取りを決めたからである。
一日あたり50km進んで、杭州から北京まで2月13日（3月25日）から3月28日（5月9日）までかかったが、蘇州で一日過ごしているので、一行は旅程の期日を二日間短縮したことになる。明朝の逓信制度においては1日で45km進む定めになっていた。

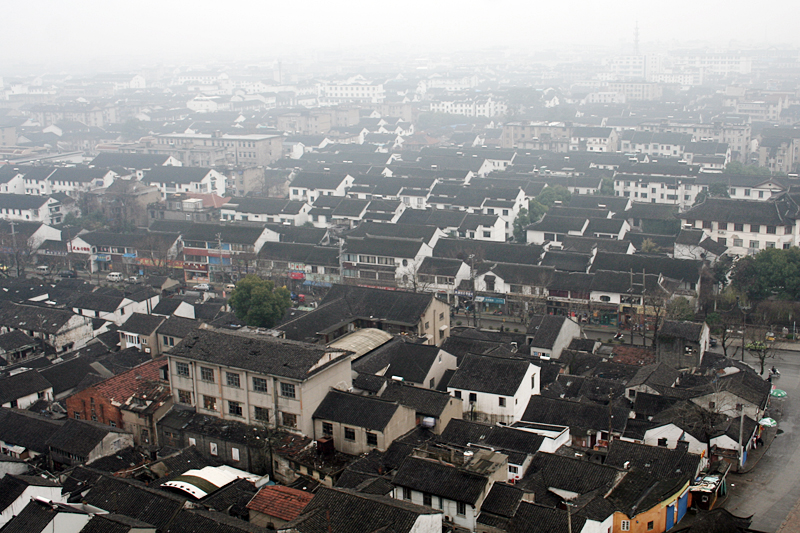
蘇州旧市街
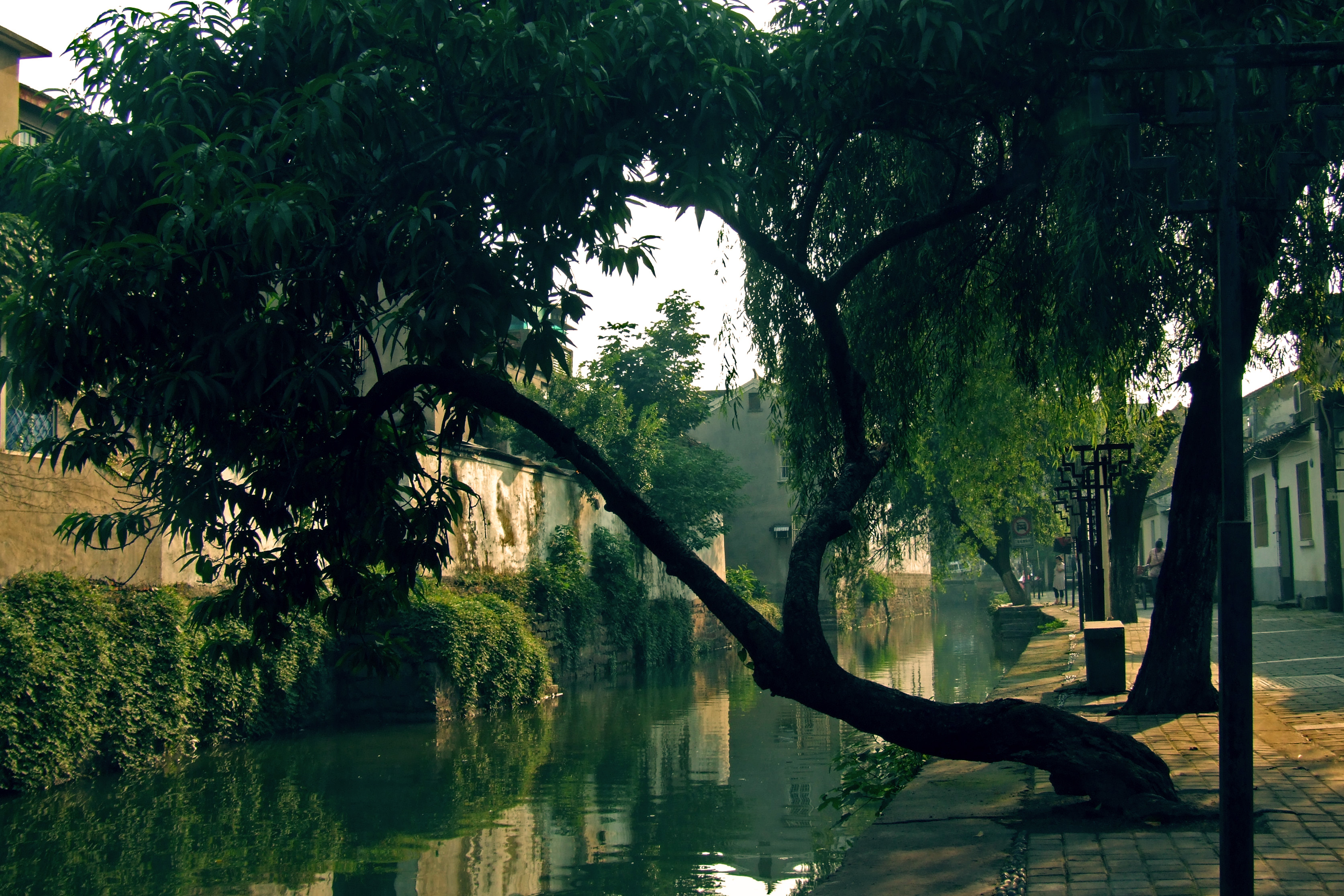
蘇州旧市街
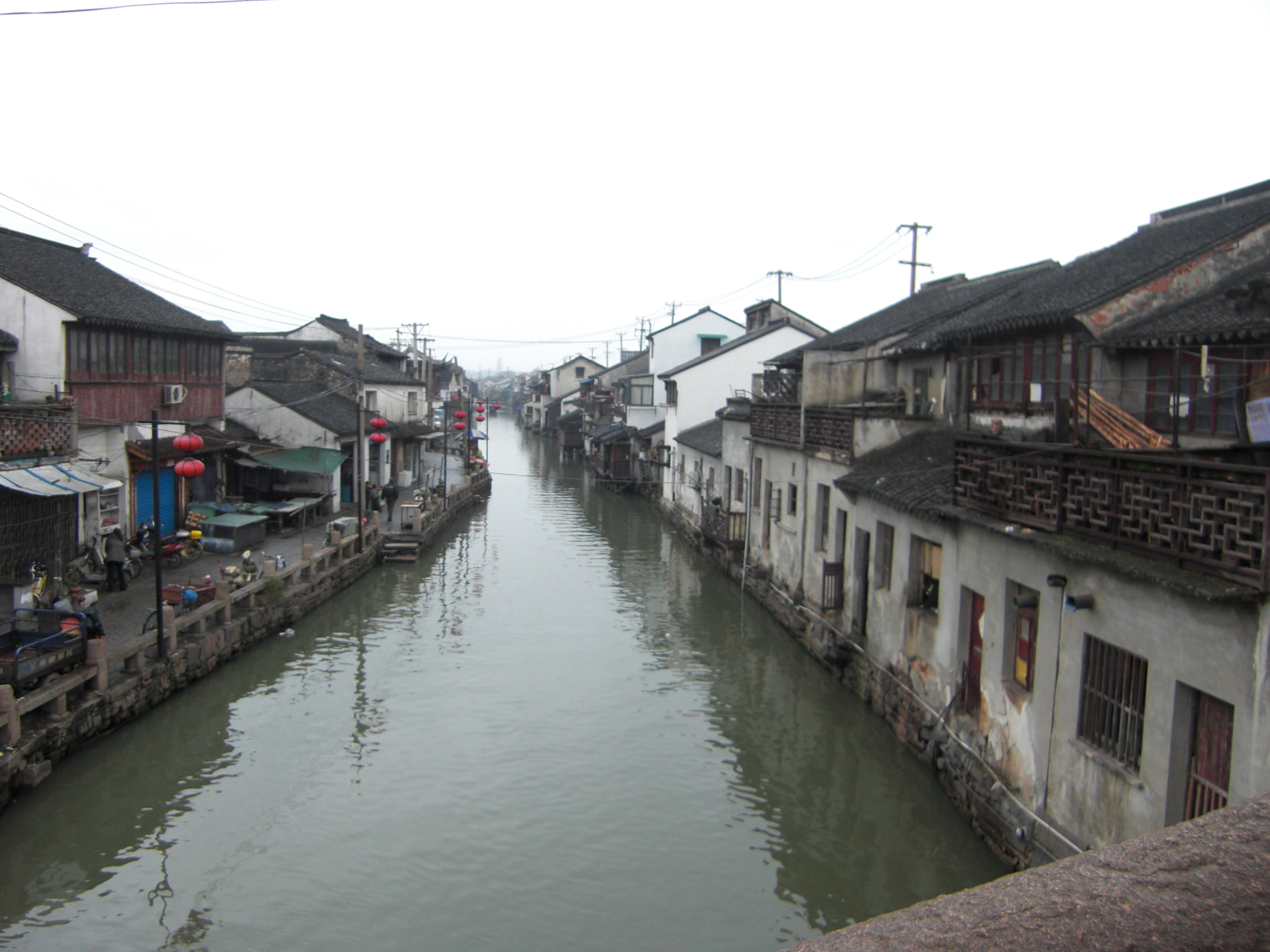
街中を通る運河

大明帝国南東部の経済の結節点となっていた都市、蘇州を訪れた2月16日（3月28日）には、次のように記している。
蘇州は、他に並ぶものがないほど壮麗であった。崔溥によると杭州も確かに壮麗ではあったが、杭州は単に江南に富をもたらし需要を満たす商業的な役割を担うに過ぎなかった。また、蘇州をはじめとした各都市の周りにまで住居が広がっている揚子江デルタの様子については、「しばしば街の20里（1里は約1.7km）四方に郷鎮の門がひしめき、市は道に列をなし、楼の向こうに楼が見え、行き交う舟で水路が埋め尽くされている」と観察している。

### 北中国の旅

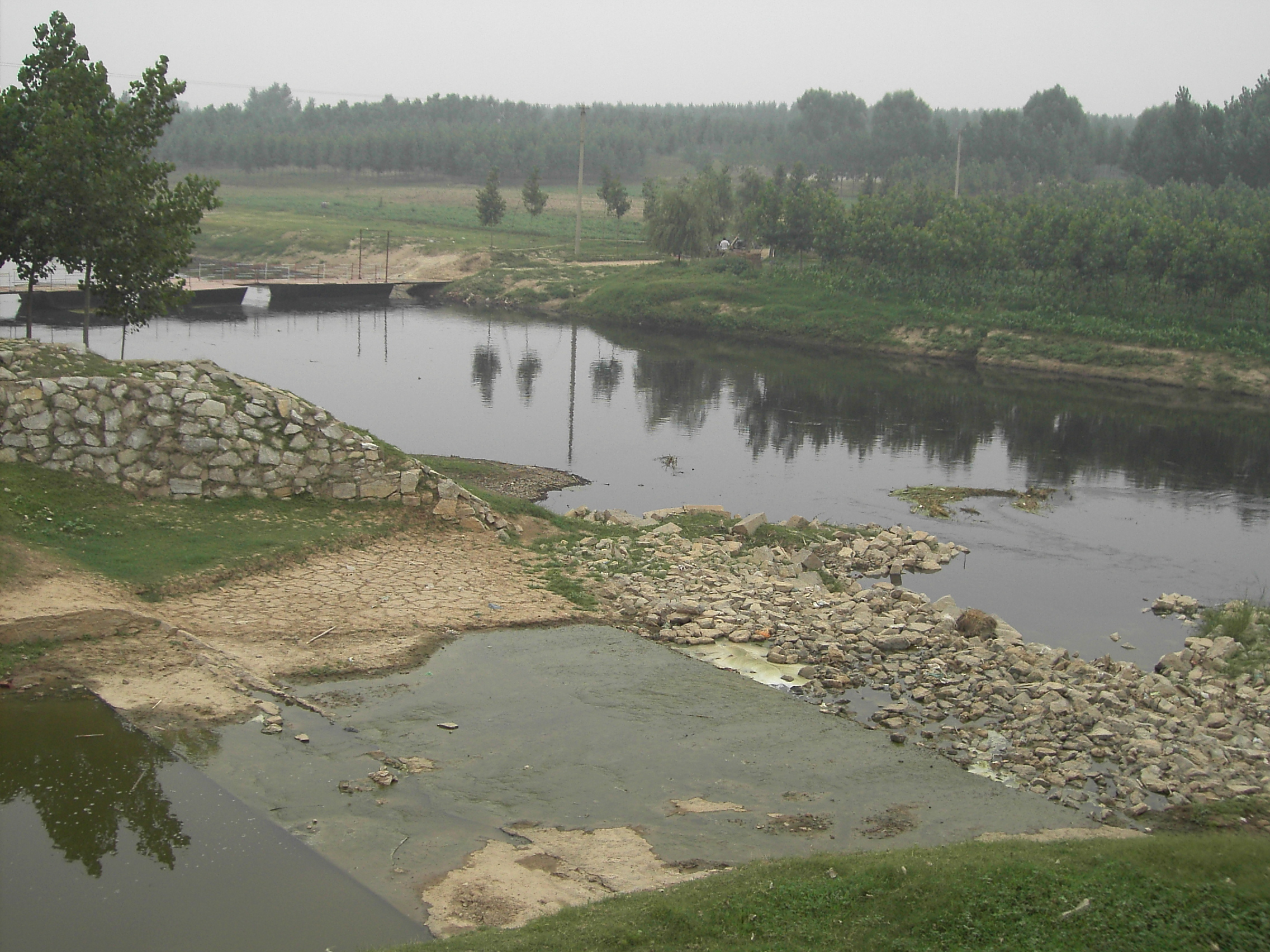
臨清における北と南の運河が繋がる地点

弘治帝（在位1488-1505）

蘇州を出発し大運河の旅を続けていくうちに、3月2日（4月13日）、呂梁という流れの速い場所に着いた。ここは南直隷にあり、運河の流れがいったん途切れる場所である。
10頭の牛に舟を引かせ、この早瀬を通った。そして次なる難所の徐州では船曳100人が舟を引いた。
運河を何カ所かで区切って水面の高さの異なるいくつかの節に分け、舟を安全に通すための仕組みを「閘」というと崔溥は書き、閘門の他にも塘・堤・堰といった堤防の仕組み、水車の構造、虹橋・石橋・木橋・屋根付きの橋といった橋の構造についても詳細に報告している。
臨清と徳州という現在の山東省にある騒がしい町は、商業活動が盛んではあるけれども、杭州と蘇州の壮麗さにはとうていかなわないと記している。
華北においては、この二都市と一握りの街ぐらいしか江南の繁栄に匹敵するところはなく、華南に比べて華北は貧しくあまり発展していないと書いた。
また、華南は文明、社会秩序、文芸、工芸技術において華北よりも優れているように思われた。
南人は身なりもよく北人は全ての物資において事欠き、野盗追い剥ぎを恐れていると書いた。Brook (1998)は次のように書いている。
中国では、行き交う人々がすべて、どの社会階層の人であっても、何らかの商売・取引を仕事としていることに崔溥は気付いた。
伝統的には商業に手を出すと蔑まれるはずの科挙官僚でさえも、「借財してでも僅かな儲けのために精を出している」と旅行記に記している。
山東省から北直隷への旅の途中、三省六部の役人を乗せた舟の群れが通り過ぎることに気付いた。
あれは何かと尋ねたら、新しく即位された天子さま（弘治帝（在位1488-1505））が、地位に見合わないろくでなしだとお考えになった官僚を、たくさん処罰されたのですよと教えられた。
不名誉により職を解かれた官僚達には、こうやって駅逓制度に則って護送されていくことが、たとえ宮廷から追放されることを実感してしまうようなものであっても、居心地のいいものであった。
大運河を使って華北平原を旅し、北京に隣接する城市に到着するまでの行程は、11日であった。
そこで舟を下りて、驢馬の背に揺られるか自分の足で歩くかして首都の北京を目指した。北京では駅逓制度における急使が使える宿泊所（玉河館）があって、そこに泊まった。
大明帝国の宮廷は崔溥の滞在中に上質な衣服を下賜した。
4月24日（6月3日）、護衛の担当官が崔溥一行を朝鮮国まで送り届けるのに3台の馬車と驢馬が必要だと当局に願い出た。午前中にもその願いは聞き入れられすんなりと北京を発つことができた。
崔溥は北京の光景を後にすることにまったく未練がなかった。なぜなら、北京の人々は商売に精を出すことに一生懸命で、農業に関心を持っていないことに蔑みを覚えたからだ。
農本主義の儒教イデオロギーにとらわれた崔溥の目には、北京の光景はそのように映った。

### 朝鮮への帰還

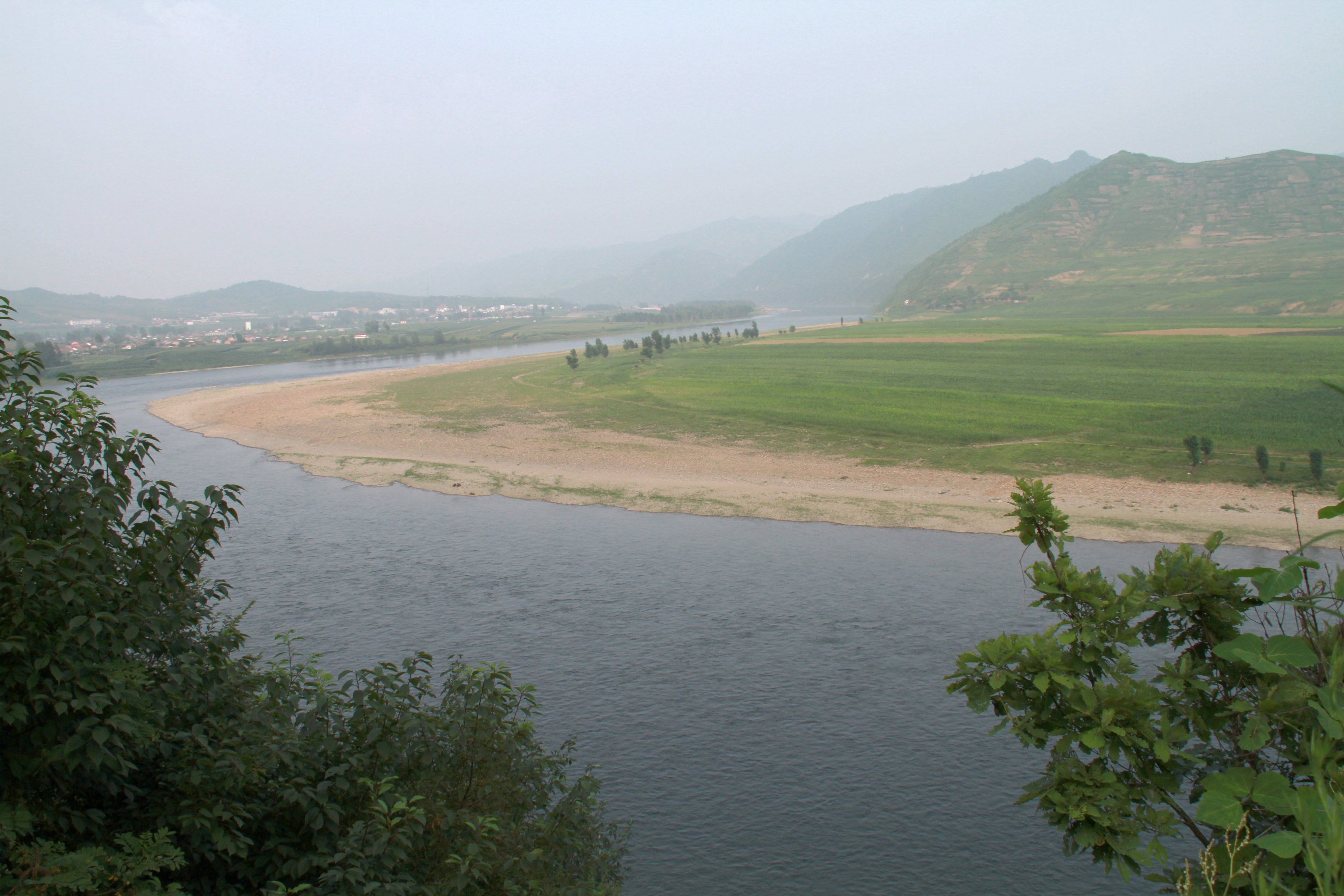
鴨緑江

5月23日（7月2日）、遼陽に到着、4日後の5月27日（7月6日）に発つ。6月4日（7月12日）、ついに鴨緑江に至り、朝鮮国の境域に入った。
逓信所、閘門、堤、堰、曳舟道などが整備された大運河に比べて、朝鮮には里程碑と砦ぐらいしかめぼしいものがないことに崔溥は嘆息している。
6月14日（7月22日）、漢城に至り、王命が下されるまでに青坡駅で留まった。朝鮮王成宗（ソンジョン、在位1469-1494）は、崔溥に布50匹を下賜して慰めた。
成宗は、崔溥の帰還後1ヶ月以内に明へ遣使し、大明帝国が崔溥一行を手厚くもてなしてくれた上、帰路の安全に意を尽くしてくれたことに対して感謝の意を表した。

### 後半生
その後崔溥は、王命により漂流と帰還の経緯を説明した文書を著したが、父親の服喪期間中に暢気に旅行記を書いていたことは名教に反すると論難された。成宗24年（1493年）、40歳のとき、世子侍講院文学（正五品）として政界復帰した。燕山君元年（1495年）、成宗が薨去した際に、廟号を「成宗」とするか「仁宗」とするかで政争になったが、このとき「仁宗」を主張した。翌燕山君2年（1496年）は旱魃があり、崔溥は中国で見聞した水車を作ることを提案した。当時の朝鮮にはまだ水車が知られておらず革新的な農業技術だった。『朝鮮王朝実録』によると燕山君3年（1497年）に上訴を行っている。燕山君4年（1498年）の戊午士禍により罪を得て公職を追われ、咸鏡道端川へ流された。燕山君10年（1504年）の甲子士禍では配流先で斬首により処刑。刑死後の中宗元年（1506年）、中宗反正により名誉回復が成った。
男子は残さなかったが二女のうち長女は善山柳氏と結婚し、二人の文科合格者（成春・希春兄弟）の母となった。次女は羅州の有力家門、羅氏の武科合格者と結婚した。長女の子孫はその後科挙合格者を出せず没落した。次女の子孫は16世紀以降激化する党争の中で浮沈を繰り返した。

## 『錦南漂海録』

### 書誌学

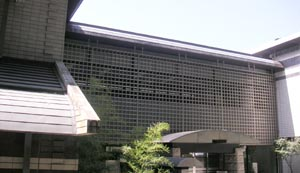
現在の神奈川県立金沢文庫新館

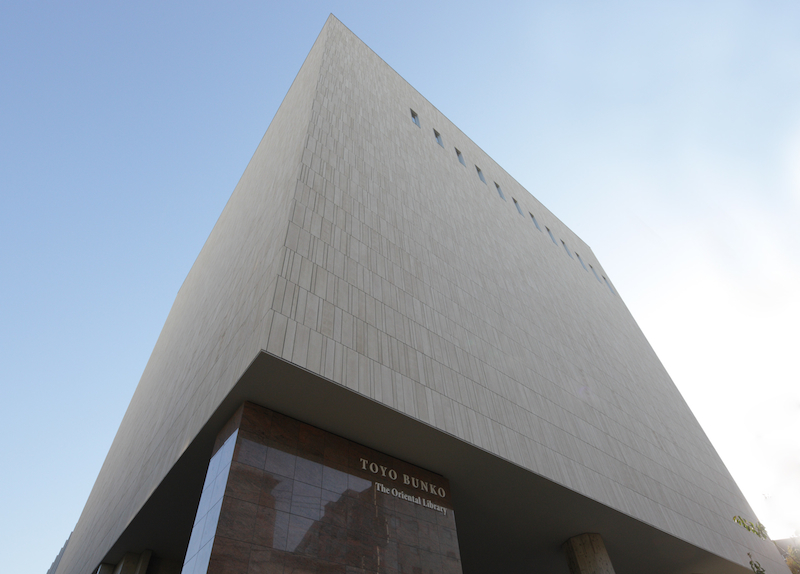
現在の東洋文庫外観

成宗は、崔溥に命じて旅の詳細を報告させた。
崔溥は王の求めに応じて漢文で報告書を著した。
15世紀朝鮮に見られた異域への関心や国際的視野の広がりは、国内志向の士林派が台頭する16世紀に入ると失われてしまった。
報告書は長年書庫にしまい込まれたままになっていたが、崔溥の孫の柳希春が報告書を『錦南漂海録』として纏め、宣祖2年（1569年）に公刊した。
この事実が分かるのは、日本の京都の陽明文庫に柳希春の公刊した1569年本が1冊だけ残っているからである。
崔溥の旅行記は、天正元年（1573年）に日本版が作られ、朝鮮よりむしろ日本で有名になった。木版は16世紀の間、何度も版を重ねた。天正元年の木刷り本の1冊が、横浜の金沢文庫に現存する。
以上の刊本は木版であったが、初期の活版印刷によるものが1冊、東洋文庫にある。
明和6年（1769年）には越前藩の儒者清田儋叟（君錦）（1719-1785）により『錦南漂海録』の日本語への抄訳がなされた。
江戸時代に手写された崔溥の旅行記も、何冊か日本に現存している。
なお、旅行記以外の崔溥の作品は、『錦南集』と題され、朝鮮で出版された。
『錦南漂海録』の完全な英語訳は、John Meskill がコロンビア大学に提出する学位論文の一部として昭和33年（1958年）になされた。
Meskill の翻訳の短縮版が昭和40年（1965年）に製本されアリゾナ大学出版アジア研究協会から出版された。

### 思想史研究における史料としての利用
崔溥は一般的な儒教知識人の筆致で記録を残しており、初期朝鮮の儒家の価値観をうかがい知ることができる。
朝鮮から北京へは頻繁に朝貢使節が送られており複数の『燕行録』が残っているが、崔溥の旅行記は、そのような外交使節の立場ではなく、漂流者という立場から書かれているという点で、他の外国人による中国旅行記の中で異彩を放っている。
Anderson (1988) の指摘によれば、前近代の朝鮮人たちは、中国にへつらいがちであり、中国の全てを肯定的に捉えてしまいがちである中で、崔溥は外からやってきた者の視点で中国をいくらか批判的に捉えるところもある。
好奇心旺盛な中国人に朝鮮の先祖崇拝の祭祀についてどう思うか意見を求められたとき、崔溥は「私の国では男達は皆、お社を建てて、先祖を祀るために犠牲を捧げます。ちゃんとした神や精霊をお祀りしており、正統的でない犠牲には敬意を払いません。」と答えている。
また、崔溥が旅行中に出会った儒者のWang Yiyuan は、崔溥とその一行の苦境に同情し、茶を勧めて、「朝鮮の人たちは本朝人と同じく仏陀を敬うのか」と尋ねた。そのとき崔溥は、「我が国では仏法を敬うことはありません。ただ、儒説を尊ぶのみです。朝鮮の全ての家族が、孝悌、忠義を事と為します。」と答えている。
Kendall (1985) が指摘するところによれば、これらはおそらくこうであったらいいなという願望であって、15世紀の朝鮮儒者（ソンビ）が考えた、中国人が孔子の教えに忠実であり文明的であると思うであろう社会がどのような社会かを示している。
崔溥は自身が士大夫（又はソンビ）であるという矜持を持っていたので中国にへつらうことはなく、外からやってきた者の立場で中国を捉えていたが、彼が書いたものの中には中国への強い親近感を表出したものもある。その中には、価値観は違うけれども、朝鮮と中国の文化はほとんど見分けが付かないほど同じだと書いたものがある。例えば、崔溥の旅のために大きな便宜を図ってくれた明朝の官僚との会話では、次のように書いている。
一方では、傲慢な中華思想への反感も書き記している。例えば、ある明人に、朝鮮の科挙が五経の内一つだけを専門にする程度のものではないのかと言われたときのことについては、一経のみを学び五経全てを学ばない受験生がいたとしたら、そんな者は科挙に合格などできず、駆け出しの儒生ですらないではないかと不満を書いている。

### 社会経済史研究における史料としての利用
崔溥が書き残した情報は、歴史研究者にとって15世紀の中国がどのような文化と文明であったのかを知る絶好の手がかりとなっている。例えば、「村の子どもや船頭や船乗りですら」字が読めたという記述は、識字率の広がりに関する重要な証拠である。
さらに崔溥は、彼らが山、河、道観、祠廟、関羽廟などの旧跡の他、新しい皇帝が即位したことの重要性といった話題についてまでも漢字を用いて記述できたことを強調している。
崔溥はまた、豊富な食料の記録を苦労して逐一残してくれたため、当時の生活文化を推測することが出来る。例えば、地方長官のもてなしのときには、一回に「豚一皿、鵞鳥二羽、鶏四羽、魚二尾、葡萄酒一大杯、米一皿、胡桃一皿、菜一皿、筍一皿、麺一皿、棗一皿、豆腐一皿」という具合である。
なお、葡萄酒を振る舞われたときには、父の死に際して三年間の喪に服していうることを理由に固辞したことを記録に強調して記している。
さらに、崔溥は酒に加えて、「肉、大蒜、蒜、甘味」を摂ることを節制し始めた。
このように一朝鮮人が儒教の原則に固執することは、明朝のもてなす側の人々を大いによろこばせた。
崔溥はまた、村や町の地理に関する観察も行っている。
歴史研究者は彼の正確な記述のおかげで、いにしえの失われた土地や建造物についてのピンポイントの情報を得ることができる。例えば、蘇州については次のように書いている。